# Kevin Max
Kevin Max Smith (nació el 17 de agosto de 1967) más conocido como Kevin Max, es un cantante, compositor y poeta estadounidense. Es mejor conocido por ser miembro del grupo de pop cristiano dc Talk. Como solista después de la pausa de la banda, ha grabado 12 álbumes de estudio de larga duración, incluido un álbum de Navidad. Durante el periodo de 2012 hasta 2014, fue el vocalista principal de la banda Audio Adrenaline.

## Carrera artística

### Con Dc Talk (1989–2001)
Mientras estaba en Liberty University, conoció a sus compañeros de banda de dc Talk: Toby y Michael. En 1988 formaron la banda de música cristiana DC Talk y lograron un gran éxito tanto en la música cristiana como en la convencional, ganando numerosos premios Dove y Grammy. La banda ganó 4 premios Grammy, 16 premios GMA Dove y otros reconocimientos. La banda hizo una pausa indefinida en 2000 para seguir carreras en solitario.

### Como solitario (2001-2012)
El primer álbum en solitario de Max, Stereotype Be, lanzado el 28 de agosto de 2001, fue elogiado por Allmusic por combinar pop, rock para crear un proyecto versátil e intrigante". Los artistas Adrian Belew y Tony Levin de King Crimson, Larry Norman y el baterista Matt Chamberlain contribuyeron al álbum junto con el colaborador de Max, Erick Cole. Se convirtió en un punto de inflexión en la carrera de Max, ya que el proyecto fue un presagio de la propia marca de música alternativa de Max.
Si bien Stereotype Be ha desarrollado un seguimiento de culto considerable, no fue bien recibido en el mercado de la música cristiana. Poco después de su lanzamiento, Max fue eliminado de su sello cristiano, Forefront Records. Sin inmutarse, Max comenzó a construir lentamente su carrera en solitario a través de shows en vivo de forma independiente. Lanzó álbumes independientes a través de su sitio web, incluidos Between the Fence &amp; the Universe y una colaboración hablada con Adrian Belew, Raven Songs 101, ambos en 2004.
En el otoño de 2004, la estrategia de auto publicidad de Max finalmente comenzó a dar sus frutos. Interpretó el papel principal en Visalia Theatre Company/Hutson-Cavale Productions, la reposición del clásico musical de Tim Rice y Andrew Lloyd Webber Joseph and the Amazing Technicolor Dreamcoat. Más tarde ese año, firmó un nuevo contrato con Northern Records y lanzó un segundo álbum de larga duración, The Imposter, el 11 de octubre de 2005. Lanzó un álbum navideño, Holy Night, a tiempo para la temporada navideña de 2005.
En abril de 2007, Infinity Music anunció que Max había firmado con su sello para su próximo proyecto. The Blood fue lanzado el 26 de diciembre de 2007. Según Max, "The Blood no es un proyecto de versiones de himnos clásicos o una versión blanca/homogeneizada de gospel negro o música soul. Es una adaptación sensible y estilizada de la música que estuvo en la raíz del rock and roll, el blues y la cultura popular".
Max ha intentado crear un nombre para sí mismo aparte de DC Talk. Si bien no rehúye defender verbalmente su fe, ha expresado su deseo de crear arte con un atractivo universal. Él insiste: "Mi música es para que un cristiano y un budista la recojan y aún la disfruten, así como también para un ateo. Pero está ahí para incitar y hacer preguntas: ¿Cuál es mi visión del mundo? ¿En qué creo y por qué lo creo?" 
En febrero de 2008, Max protagonizó la película independiente The Imposter. En la película, Kevin interpreta a un personaje llamado "Johnny C", un cantante que se vuelve adicto al OxyContin y pierde a su familia y su trabajo como estrella de la música cristiana. La película también protagonizada por Tom Wright y Troy Baker.
En 2009, Max lanzó Crashing Gates a través de dPulse Records. Fue elogiado por la crítica por regresar a su lado experimental en los géneros rock y pop.
En febrero de 2011, Max formó un supergrupo con el cantante de Broadway Tony Vincent y su antiguo colaborador David Larring. La banda se llamó tentativamente "Bad Omens". Los tres estaban escribiendo canciones cuando Vincent decidió abandonar para dedicarse al teatro, dejando a la nueva banda en un estado de pausa. Una canción, "Control", se puede escuchar en SoundCloud de Max.
El 27 de febrero de 2012, Max lanzó Fiefdom of Angels-Side One, el primero de dos álbumes que coincidieron con la próxima serie de novelas del mismo nombre. El proyecto general se escogió como covers de conocidas canciones de rock de los 80, con un original de Kevin Max y un cover de Muse con una orquestación exuberante. La revista Ology describe el trabajo como "una cinta mixta de nueva ola reproducida a todo volumen en la Capilla Sixtina".

### Con Audio Adrenaline (2012-2014)
En agosto de 2012, Max se convirtió en el nuevo vocalista principal de Audio Adrenaline reunido. Continuó con la banda hasta junio de 2014, cuando la banda optó por tomar una dirección creativa diferente.
Max también ha contribuido vocalmente en proyectos de otros artistas, incluidos Mark Heard, Jonathan Thulin, Marc Martel, Michael McDonald, 3kStatic y muchos otros.

### Regreso a la carrera en solitario (2014-presente)
A fines de 2014, Max lanzó dos sencillos, "Infinite" y "Light Me Up". El 10 de marzo de 2015 se lanzó el álbum Broken Temples.
En 2015, Max lanzó otro álbum de estudio de versiones de los estándares pop Starry Eyes Surprise . Max lanzó Playing Games With the Shadow en 2016, Serve Somebody en 2017 y AWOL y Romeo Drive en 2018.
En 2020, Max lanzó el álbum de palabras habladas Radio Teknika con los pioneros electrónicos 3Kstatic y en el mismo verano lanzó Revisiting This Planet, un tributo al legendario artista de rock Larry Norman . Más tarde ese año, Max anunció una nueva banda de indie rock llamada Sad Astronauts.
En 2022, Max lanzó el álbum FANTASY con la coproducción de Old Bear Records, Chris Hoisington. También se lanzaron los sencillos Pure Imagination y As The World Falls Down de David Bowie.
Una campaña de Kickstarter tuvo éxito en apoyar el nuevo álbum Winter Woods que se lanzará antes del 25 de diciembre de 2022.
En una declaración realizada en su página de Facebook, Max anunció que crearía un álbum con el bajista de Father John Misty, Eli Thomson, en la primavera de 2023. Elijah Thomson también apareció en el álbum de Max The Imposter.

## Vida personal
Adoptado de bebé por Max y Elaine Smith, Kevin Smith se crio en Grand Rapids, Míchigan. Kevin fue a la escuela secundaria en Grand Rapids Baptist (ahora Northpointe Christian). Fue a la universidad en Liberty University en Lynchburg Virginia. Kevin Max Smith cambió legalmente su nombre a "Kevin Max" en 1997 como tributo a su padre adoptivo, Max Smith.
En 1997, Max se casó con Alayna Bennett. Se divorciaron en 2003. En abril de 2005, se casó con Amanda Lynn MacDonald, pero declaró en una entrevista que antes los dos habían tenido "una boda secreta y se hablaron los votos matrimoniales y tuvimos un acuerdo vinculante frente a un líder espiritual, pero decidimos ir con la ceremonia pública un poco más tarde". Tienen cuatro hijos. En agosto de 2010, Max y su familia regresaron a Grand Rapids, Míchigan . En 2016, Kevin Max compró una granja a una hora al suroeste de Nashville en Centerville, Tennessee, y la llamó "Blind Thief Farm and Studio". En 2018, la familia Max se mudó a la comunidad de Westhaven en Franklin, Tennessee. La familia Max recorre con frecuencia los estados en un RV Winnebago/Mercedes titulado Bilbo Waggons. Se estima que Kevin Max tiene un patrimonio neto de $6 millones.
Max se hizo oír en las redes sociales sobre su política y deconstrucción espiritual en 2019 y 2020 durante la pandemia. En la canción "Shock Ra" de su álbum Radio Teknika de 2020, se autoproclama un "gótico, hippie, inclusivo, fanático de Jesús que quiere la paz", junto con otros comentarios políticos sobre el álbum.  Políticamente, Max se ha identificado como socialista y anarquista y expresó su apoyo a una serie de causas de izquierda. Para 2021, se identificó específicamente como un "exvangélico", aunque rechazó las afirmaciones de que ya no era cristiano y dijo que seguía al "Cristo Universal".

## Discografía

### Con dc Talk
- (1989) DC Talk (Forefront Records)
- (1990) Nu Thang (Forefront Records)
- (1992) Free at Last (Forefront Records)
- (1995) Jesus Freak (Forefront Records)
- (1997) Live in Concert: Welcome to the Freak Show (Forefront Records)
- (1998) Supernatural (Forefront Records)
- (2000) Intermission: the Greatest Hits (Forefront Records)
- (2001) Solo (EP) (Forefront Records)
- (2002) Free at Last: The Movie (Forefront Records)

### Solo
Álbumes de estudio
| Año  | Título                                                                                              | Posiciones    | Posiciones  |
| Año  | Título                                                                                              | Billboard TCA | BillboardHS |
| ---- | --------------------------------------------------------------------------------------------------- | ------------- | ----------- |
| 2001 | Stereotype Be - Lanzamiento: 28 de agosto de 2001 - Disquera: Forefront Records                     | 12            | 20          |
| 2005 | The Imposter - Lanzamiento: 11 de octubre de 2005 - Disquera: Northern Records                      | —             | —           |
| 2005 | Holy Night - Lanzamiento: 15 de noviembre de 2005 - Disquera: Northern Records                      | —             | —           |
| 2007 | The Blood - Lanzamiento: 18 de diciembre de 2007 - Disquera: Infinity Music                         | —             | —           |
| 2010 | Cotes d´Amor (True Rebels) - Lanzamiento: 24 de agosto de 2010 - Disquera: dPulse Recordings        | —             | —           |
| 2015 | Broken Temples - Lanzamiento: 10 de marzo de 2015 - Sello: Blind Thief Recordings/Motion Records    | 32            | 22          |
| 2015 | Starry Eyes Surprise - Lanzamiento: 30 de octubre de 2015 - Disquera: Blind Thief Recordings        | —             | —           |
| 2016 | Playing Games With The Shadow - Lanzamiento: 10 de junio de 2016 - Disquera: Blind Thief Recordings | —             | —           |
| 2017 | Serve Somebody - Lanzamiento: 7 de julio de 2017 - Disquera: Gotee Records/SMLXL                    | —             | —           |
| 2018 | AWOL - Lanzamiento: 8 de junio de 2018 - Disquera: Blind Thief Recordings                           | —             | —           |
| 2018 | Romeo Drive - Lanzamiento: 31 de octubre de 2018 - Disquera: Blind Thief Recordings                 | —             | —           |
| 2020 | Radio Teknika - Lanzamiento: 3 de julio de 2020 - Disquera: Blind Thief Recordings                  | —             | —           |

Álbumes recopilatorios
- Frozen in Time Since Two Thousand and Nine (2023)

### Otros proyectos destacados
- (1994) At the Foot of Heaven: a Mini Audio Book (spoken word, Starsong)
- (2010) Traveler (Mora Brothers Remixes) (dPulse Recordings)
- (2010) Unholy Triad (dPulse Recordings)
- (2010) Unholy Triad Remix (dPulse Recordings)
- (2015) Same Wavelength (Kevin Max & Service Unicorn) (Blind Thief Recordings)

### Con Audio Adrenaline
- (2013) Kings & Queens (Fair Trade Services)

### Colaboraciones
- (1995) In the Bleak Mid-Winter from Noel, (as Kevin Smith), produced by Steve Hindalong & Derri Dougherty[29]
- (1996) Lonely Moon (from Strong Hand of Love: A Tribute to Mark Heard)
- (1996) Louie's Solo Petra cover with Passafist, from Never Say Dinosaur)
- (1997) The Canticle of the Plains, (musical written by Rich Mullins)
- (1998) Save Me (from Awesome God: A Tribute to Rich Mullins)
- (1998) Birthday The Beatles cover, from ForeFront Records' Ten: The Birthday Album)
- (1999) There's Something About That Name (with Sonicflood, from Listen Louder)
- (2002) Just an Illusion (from Songs For a Purpose Driven Life, Maranatha! Music)
- (2003, 2009) Raven Songs 101 (collaboration with Adrian Belew, Blind Thief Publishing)
- (2006) Help Me Rhonda (from Making God Smile: An Artists' Tribute to the Songs of Beach Boy Brian Wilson)
- (2006) The Day Is Dawning (with Jill Phillips), from The Prayer Of Jabez... A Worship Experience
- (2007) Blue (feature appearance for Manic Drive, Whiplash Records)
- (2009) Sugar Evolver (with 3kStatic, from Evolver, Sony Music)
- (2010) Come Together Now (Music City Unites for Haiti) (charity single, relief effort led by Michael W. Smith)
- (2011) I Am Second (feature appearance for Newsboys on God's Not Dead, Inpop)
- (2011) A Name, A Day (from "of Shadows and Scars"] with Atlantic
- (2013) Man On Fire (feature appearance for Newsboys on Restart: Deluxe Edition, Inpop)
- (2013) The Living Years (feature appearance for Newsboys on Restart, Inpop)
- (2019) Love One Another (feature appearance for Newsboys on United, Fair Trade)
- (2020) Under Pressure (feature appearance with Marc Martel)
- (2022) You Did Not Have A Home (from Bellsburg album release, Old Bear Records)

### Apariciones de invitados
- Marc Martel - "Under Pressure "
- Michael McDonald – "Ain't That Peculiar"
- Audio Adrenaline – "My World View"
- Manic Drive – "Blue"
- Jimmy Abegg – "These Daughters of Mine"
- TobyMac – "Atmosphere (Remix)" on 2004's Welcome to Diverse City
- SONICFLOOd – "Something About That Name"
- Raze – "Forgive Me"
- Newsboys – "God's Not Dead (Like a Lion)", "I Am Second", "Man on Fire", "The Living Years", and "Love One Another"
- Michael Sweet - "This Time" on 2014's I'm Not Your Suicide
- tobyMac – "Love Feels Like" on 2015's This Is Not a Test
- Philippa Hanna – "Embers" on 2016's Speed of Light
- TobyMac – "Space" on 2022's Life After Death

### Sencillos
| Año  | Canción                                                      | Álbum                                 |
| ---- | ------------------------------------------------------------ | ------------------------------------- |
| 2001 | "Be"                                                         | Stereotype Be                         |
| 2001 | "Existence"                                                  | Stereotype Be                         |
| 2001 | "You"                                                        | Stereotype Be                         |
| 2005 | "Seek"                                                       | Between the Fence &amp; the Universe  |
| 2005 | "Sanctuary"                                                  | The Imposter                          |
| 2006 | "Confessional Booth"                                         | The Imposter                          |
| 2007 | "Run on for a Long Time" (featuring Chris Sligh)             | The Blood                             |
| 2007 | "The Cross" (featuring dc Talk)                              | The Blood                             |
| 2009 | "Traveler"                                                   | Cotes d'Armor (True Rebels)           |
| 2010 | "On Yer Bike!"                                               | Cotes d'Armor (True Rebels)           |
| 2010 | "Unholy Triad"                                               | Cotes d'Armor (True Rebels)           |
| 2010 | "Exorcist"                                                   | non-album single                      |
| 2011 | "Take a Bow"                                                 | Fiefdom of Angels: Side One           |
| 2012 | "Kings & Queens"                                             | Kings &amp; Queens (Audio Adrenaline) |
| 2013 | "Believer"                                                   | Kings &amp; Queens (Audio Adrenaline) |
| 2013 | "King of the Comebacks"                                      | Kings &amp; Queens (Audio Adrenaline) |
| 2014 | "He Moves You Move"                                          | Kings &amp; Queens (Audio Adrenaline) |
| 2014 | "Infinite" (featuring Rachael Lampa)                         | Broken Temples                        |
| 2014 | "Light Me Up"                                                | Broken Temples                        |
| 2014 | "Cave of a Million Songs"                                    | Praise and Arrows (banda sonora)      |
| 2015 | "Clear"                                                      | Broken Temples                        |
| 2016 | "Girl with the Tiger Eyes"                                   | Playing Games with the Shadow         |
| 2017 | "Let the Day Begin"                                          | Serve Somebody                        |
| 2017 | "Plans"                                                      | non-album single                      |
| 2018 | "Moonracer"                                                  | AWOL                                  |
| 2019 | "Have Yourself a Merry Little Christmas" (with Michael Tait) | non-album single                      |

### Filmografía
Videos musicales
- (2001) Existence (ForeFront Records)
- (2003) Seek (Live) (Northern Records)
- (2010) Carry On My Wayward Son (with Kerry Livgren of Kansas) (Unknown)
- (2015) Moon Over Bourbon Street (Blind Thief Recordings)
- (2016) Girl With the Tiger Eyes (Blind Thief Recordings)
- (2018) Moonracer (Blind Thief Recordings)

Películas
- (2010) The Imposter
- (2014) As Dreamers Do [30][31]

### Libros
- (1994) At the Foot of Heaven (poetry/artwork, Starsong)
- (2001) Unfinished Work (autobiography, T. Nelson)
- (2002) Slip of the Ink
- (2003) The Detritus of Dorian Gray (poetry, Blind Thief Publishing)
- (2004) Divine Erotica
- (2005) PO/ET/RY (poetry, Blind Thief Publishing)
- (2014) Fiefdom of Angels